# Lisa Marie Presley
Pour les articles homonymes, voir Presley (homonymie).
 (septembre 2024).
Lisa Marie Presley, née le 1er février 1968 à Memphis (Tennessee) et morte le 12 janvier 2023 à  Los Angeles (Californie), est une chanteuse de rock et auteure-compositrice-interprète américaine.
Elle est la fille unique d'Elvis Presley et de Priscilla Wagner Beaulieu et également l'héritière de la succession de son père.
Après le divorce de ses parents, elle vit avec sa mère. À la mort de son père en 1977, alors qu'elle est âgée de neuf ans, elle hérite ses biens avec son grand-père Vernon Elvis Presley et son arrière-grand-mère Minnie Mae Hood Presley. À la suite de la mort de Vernon en 1979 et de Minnie Mae en 1980, elle reste l'unique héritière de Presley et hérite du domaine de Graceland. En 1993, à ses 25 ans, elle reçoit la totalité de la succession, estimée à 100 millions de dollars. En 2004, elle vend 85 % de la succession de son père.
Lisa Marie Presley connait une brève carrière dans la chanson, elle publie trois albums studio : To Whom It May Concern (2003), Now What (2005) et Storm & Grace (2012). Son premier album comporte deux singles Lights Out et Naufrage. Now What est son dernier album publié sous le label Capitol Records et deux singles sont sortis de l'album, avec une reprise de Dirty Laundry et Idiot de Don Henley. L'album Storm & Grace contient le single You Ain't Seen Nothin Yet. 
Le livre intitulé From Here to the Great Unknown, écrit par l'actrice Riley Keough retrace une autobiographie sur laquelle Lisa Marie Presley travaillait au moment de sa mort. Sa mort a été largement médiatisée et a suscité une grande émotion parmi ses fans et dans l'industrie musciale, compte tenu de son héritage en tant que fille d'Elvis Presley.
Les causes de son décès ont été liées à des problèmes de santé préexistants, y compris une possible crise cardiaque. Son héritage et sa contribution à la musique et à la culture continuent de s'accroître.

## Biographie

### Enfance

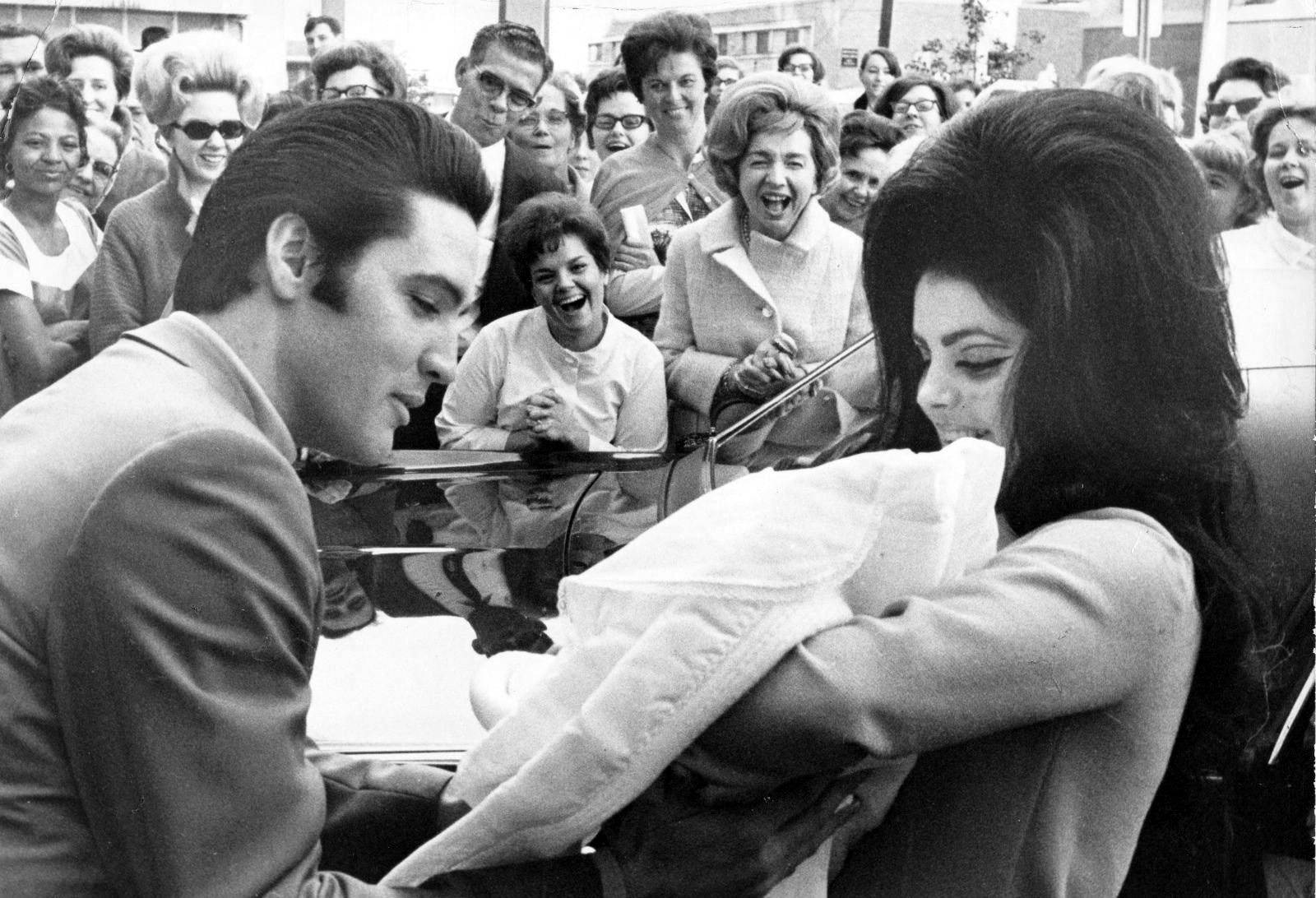
Elvis et Priscilla Presley présentant Lisa Marie à des fans du chanteur.

Lisa Marie Presley naît le 1er février 1968 à 17 h 1 au Baptist Memorial Hospital de Memphis. Elle pèse 6 livres et 15 onces (3,15 kg) et mesure 25 pouces (63,5 cm). Le docteur T.A. Turman assiste l'accouchement de Priscilla. Lisa-Marie est ainsi baptisée en l'honneur de Marie Mott, l'épouse du Colonel Parker. Elvis surnomme sa fille « Lisa ». Lorsque Lisa Marie appelle son père « Elvis » comme le font alors tous les fans devant Graceland, Elvis lui répond : « N'appelle pas ton papa "Elvis" », ce qui fait beaucoup rire la petite fille.
Lisa Marie passe une enfance protégée et choyée dans la propriété de Graceland, la propriété de son père. À la mort d'Elvis Presley, le 16 août 1977, elle n’est âgée que de neuf ans. À 25 ans, la fortune de son père estimée à l'époque à environ 100 millions de dollars[réf. souhaitée] lui revient intégralement. Les seuls bénéfices des albums de son père lui rapportent en moyenne entre un et deux millions de dollars par an, mais l'entretien annuel de Graceland s’élève à plus d'un million de dollars par an.
Après la mort de son père, elle vit exclusivement à Beverly Hills. C’est à ce moment que de graves désaccords avec sa mère apparaissent, principalement à cause du petit ami de Priscilla, Mike Edwards, que Lisa Marie déteste. Aussi, Priscilla Presley est la majeure partie du temps sur les tournages de la série télévisée Dallas, où elle a un rôle. À 14 ans, Lisa Marie Presley touche une première fois à la drogue et son comportement la fait exclure de toutes les écoles de Californie. Sa mère l’envoie dans plusieurs pensionnats, le dernier étant l'Apple School (aujourd’hui appelé Los Feliz Hills School) de Los Angeles, affilié à l'Église de scientologie. Après avoir été expulsée pour usage de drogues, elle n’obtient aucun diplôme scolaire, ce qui conduit sa mère à la mettre à la porte de la maison. Elle avoue dans une interview de Biography-Channel avoir fait l’expérience de la drogue à l'adolescence mais jure ne plus y avoir touché depuis ses 17 ans. Depuis, elle s’est réconciliée avec sa mère et toutes deux entretiennent de bonnes relations[réf. nécessaire].

### Mariages et famille
Lisa Marie Presley a été mariée avec Danny Keough, du 3 octobre 1988 au 6 mai 1994, avec qui elle a eu deux enfants, Riley Keough, née le 29 mai 1989, mannequin chez Dior, et Benjamin Storm Keough, né le 21 octobre 1992 et mort le 12 juillet 2020[réf. nécessaire].
Elle épouse ensuite le chanteur Michael Jackson, le 26 mai 1994. Les accusations de pédophilie contre le chanteur rendues publiques, celui-ci dépend affectivement de Lisa-Marie. Lisa-Marie se préoccupe beaucoup de la santé défaillante de Jackson. Elle expliquera : « Je pense qu’il n’a rien fait de mal et qu'il a été accusé à tort et oui, je commençais à tomber amoureuse de lui. Je tenais à le sauver. Je sentais que je pouvais le faire. » Elle persuade alors Jackson de régler les allégations à l’amiable. Dans une interview avec Oprah Winfrey en 2010, Lisa Marie affirme qu'elle s'est remise en couple avec Michael Jackson plusieurs fois après leur divorce le 18 janvier 1996, pendant quatre ans. La rupture définitive du couple aurait donc eu lieu en 2000, l'union avec sa seconde femme, Debbie Rowe n'aurait été qu'un mariage de complaisance pour ses enfants.
En 2000, Lisa Marie Presley, fiancée au rocker John Oszajca, casse cet engagement après avoir rencontré à un bal de charité l'acteur Nicolas Cage, qu'elle épouse le 12 août 2002 (au Mauna Lani Bay Hotel, à Hawaï). Nicolas Cage engage une procédure de divorce le 22 décembre de la même année, qui aboutira le 16 mai 2004[réf. nécessaire].
Le 22 janvier 2006, elle se marie, au Japon, avec Michael Lockwood son guitariste, producteur et directeur, dont elle a eu les jumelles, Harper Vivienne Ann Lockwood et Finley Aaron Love Lockwood, nées le 7 octobre 2008. Ils divorcent le 13 juin 2016 pour différends irréconciliables.
En août 2010, Lisa Marie déménage dans un manoir à Rotherfield au sud de Tunbridge Wells en Grande-Bretagne, annonçant avoir trouvé un meilleur cadre de vie pour sa famille qu'en Californie. Depuis 2015, Lisa Marie est revenue vivre aux États-Unis. Depuis son divorce en juin 2016, elle suit une cure de désintoxication dans un hôpital privé.
Lisa Marie Presley connaît beaucoup de déboires financiers depuis son dernier divorce en 2016. Elle confie en 2018 qu'elle est totalement ruinée et réduite à vivre chez sa fille aînée et que la garde de ses jumelles est confiée aux services sociaux. En effet, le gestionnaire du fonds de sa fortune aurait fait faillite, la justice reconnaît que le gestionnaire du fonds a été « imprudent et négligent », ce qui a mené le fonds fiduciaire de 300 millions de dollars à seulement 14 000 $ au début de l'année 2018. Son ex-mari lui demande une pension alimentaire suivant le contrat prénuptial de plusieurs milliers de dollars par mois, ce qu'elle refuse.
Le 12 juillet 2020, son fils Benjamin Keough se suicide à l'âge de 27 ans. Lisa Marie Presley « est complètement effondrée, inconsolable et dévastée, mais elle essaye de tenir bon pour ses jumelles de 14 ans et sa fille aînée, Riley » selon le manager de son fils.
Lors de son décès, elle vivait chez son premier et ex-mari Danny Keough, dans sa villa de Calabasas en Californie[réf. nécessaire].

### Carrière de chanteuse

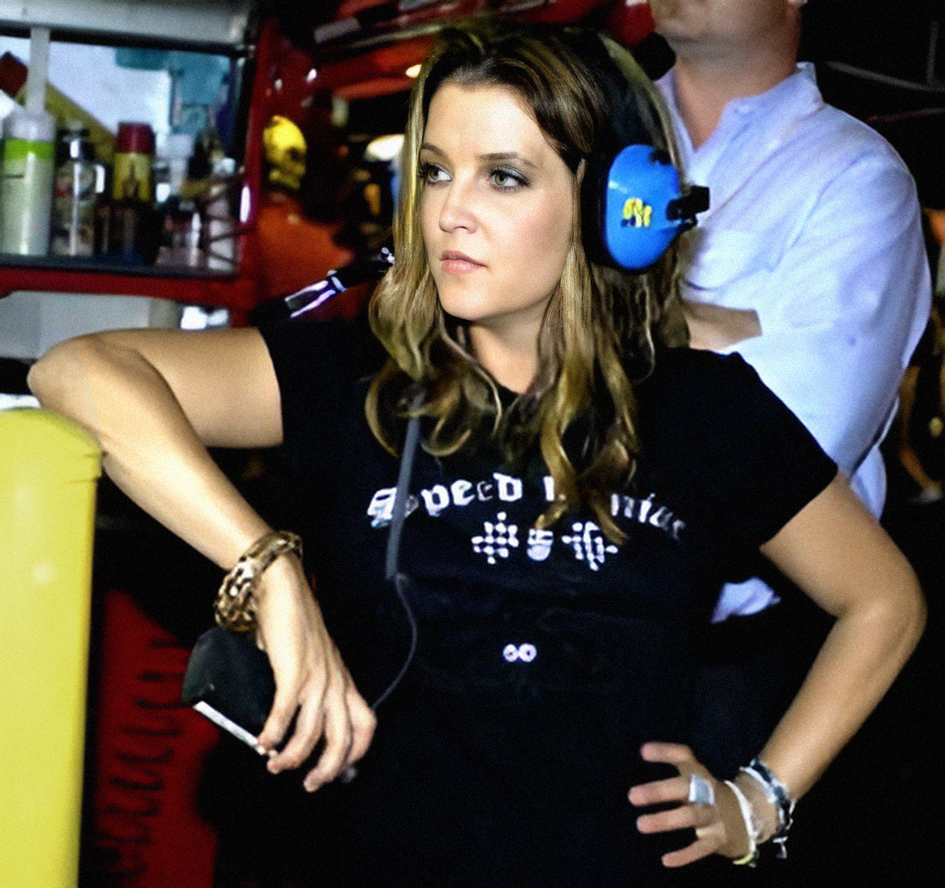
Lisa Marie Presley en 2005.

L'ami d'enfance de son père, Jerry Schilling, lui propose un contrat dans une maison de disques, qu’elle refuse dans un premier temps. Mais, en 1997, à l’occasion du concert hommage pour les vingt ans de la mort d’Elvis, le succès en duo Don't Cry Daddy, qu’elle enregistre avec la voix de son père et qui n’est diffusé que sous la forme d’un clip, la fait changer d’avis. Elle signe chez Capitol l’année suivante. La fille d’Elvis travaille l’écriture de son premier album pendant trois ans, accompagnant sa sortie d'un concert gratuit en plein air à New York[réf. nécessaire].
Le disque To Whom It May Concern sort en 2003. Même s’il s’agit d’un pop-rock classique et assez convenu, dont l’intérêt principal n’est autre que de prouver que la jeune femme est capable d’une production artistique, les critiques sont globalement positives. Sa voix grave et sa ressemblance troublante avec son père lui donnent un certain charisme, dont elle compte profiter. Elle fait d'ailleurs la couverture du magazine Rolling Stone, en avril 2003, qui lui réserve une dizaine de pages[réf. nécessaire].
Son second album Now What sort en 2005. Presley signe dix titres sur ce disque qui contient deux reprises, celle d’une chanson de Don Henley Dirty Laundry (chanteur des Eagles) et Here Today, Gone Tomorrow des Ramones. Ses deux albums sont disques d’or aux États-Unis en 2006.
En 2007, les recettes du succès d’un nouveau duo posthume avec son père sur la chanson In the Ghetto sont reversées à une œuvre de charité[réf. nécessaire].
En 2012, sort son troisième album Storm & Grace, les titres sont tous écrits par Presley. Pour cet opus, la chanteuse collabore avec T-Bone Burnett. La chanson You Ain't Seen Nothing Yet fait d'ailleurs l'objet d'un clip vidéo. Il semble que cet album soit un retour aux sources, plus personnel que les précédents, d'ailleurs les critiques sont plutôt positives notamment celle du magazine Rolling Stone. Pour sa promotion, Lisa Marie Presley chante sa chanson You Ain't Seen Nothing Yet sur le plateau d’American Idol le 17 mai 2012.
Albums
- 2003 : To Whom It May Concern #5 U.S., #41 UK
- 2005 : Now What #9 U.S.
- 2012 : Storm & Grace

Singles
- 2003 : Lights Out #16 UK, U.S. #18
- 2003 : Sinking In
- 2005 : Dirty Laundry U.S. #36
- 2005 : Idiot

### Mort
Le 10 janvier 2023, Lisa Marie est présente à la 80e cérémonie des Golden Globes, durant laquelle le film Elvis, biopic autour de son père, est récompensé. Lisa Marie y apparaît affaiblie et la démarche peu assurée.[réf. nécessaire]
Le lendemain 11 janvier, elle est découverte inconsciente dans sa chambre par sa gouvernante. Un massage cardiaque lui est pratiqué par son ex-mari Danny Keough, avant l'arrivée des secours qui l'hospitalisent à Los Angeles. Elle arrive en état de mort cérébrale à l'hôpital, et son cœur est reparti une première fois. Mais la chanteuse, dans un état critique et sous assistance respiratoire, refait un arrêt cardiaque. La famille, arrivée sur place peu avant, a signé un acte de non-réanimation compte-tenu de son état. Lisa Marie meurt le 12 janvier 2023 à l'hôpital de West Hills à Los Angeles (Californie), à l’âge de 54 ans. Six mois plus tard, le 15 juillet 2023, les causes de son décès sont dévoilées : une obstruction de l'intestin grêle ayant provoqué une crise cardiaque. Les obstructions de l'intestin grêle sont des complications courantes des chirurgies bariatriques, opération qu'elle avait subie plusieurs mois auparavant. 
Comme son père, Lisa Marie Presley a été victime de nombreuses dépendances au cours de sa vie, lesquelles l'ont amenée à se rendre plusieurs fois en cure de désintoxication. Néanmoins, un représentant des services de secours du comté de Los Angeles aurait déclaré aux journalistes qu'aucune drogue (en langue anglaise, ce mot inclut les médicaments) n'a été trouvée à son domicile.
Le service commémoratif pour Lisa Marie Presley a lieu le dimanche 22 janvier à Graceland, l'ancienne résidence d'Elvis Presley, où elle est enterrée aux côtés de son père et de son fils. Plutôt que d'offrir des fleurs, la famille avait demandé de faire un don à la Fondation Elvis Presley.

## AvionLisa Marie

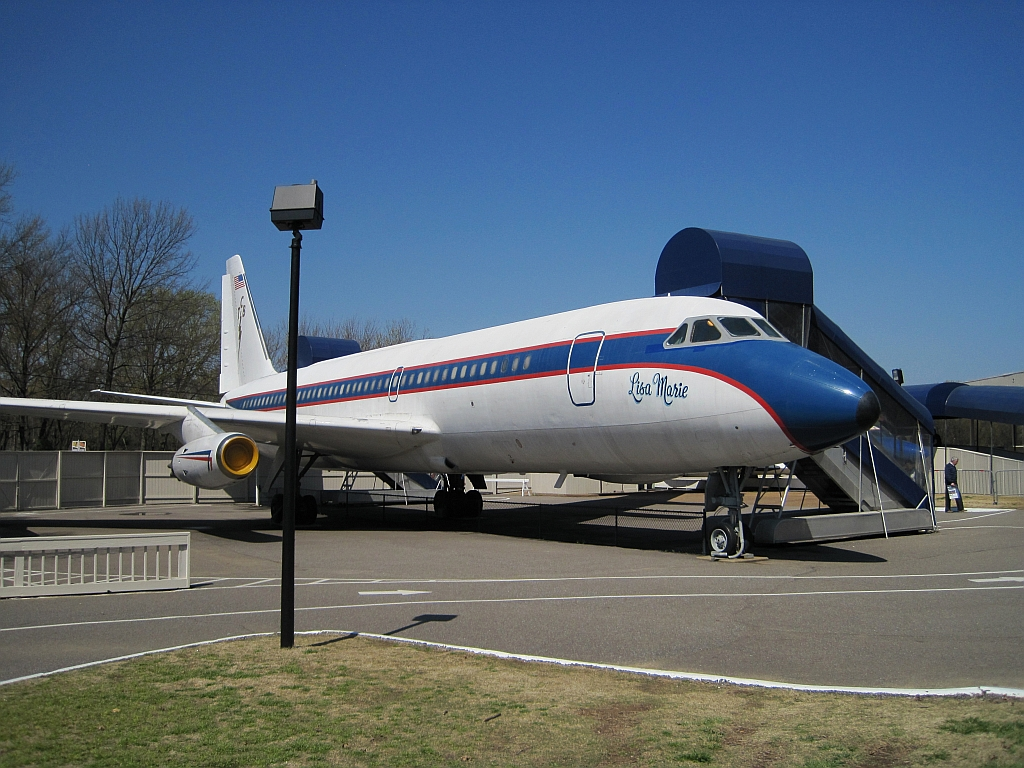
Convair CV-880 Lisa Marie.

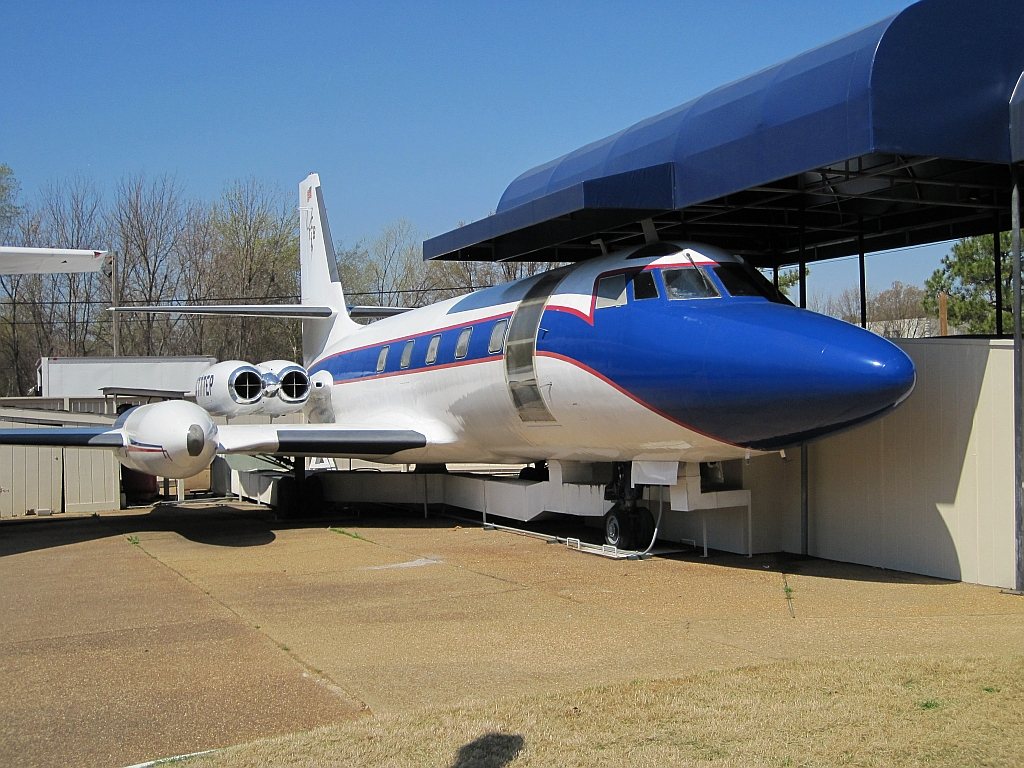
Lockheed JetStar Hound Dog II.

Dans les années 1950, Elvis Presley et son groupe utilisent sa voiture pour se rendre de ville en ville. Ils ont rarement voyagé en avion à cause d'un vol particulièrement agité[réf. nécessaire].
Dans les années 1960, Elvis Presley s'est consacré exclusivement à sa carrière cinématographique. Il utilise le train pour faire le trajet entre Hollywood et Memphis, plus tard, il s’achète un bus Greyhound entièrement équipé pour faire les aller-retour[réf. nécessaire].
Avec les années 1970 et les concerts qui reprennent avec des distances de plus en plus longues et l'allure rapide entre deux concerts, l'utilisation de l'avion devenait nécessaire. Il commence par en louer puis en avril 1975, il décide d'acquérir son propre avion à réaction. Il confie cette mission à Joe Esposito. Joe trouve un Convair 880, un ancien avion de ligne de 96 places ayant appartenu à la compagnie Delta[réf. nécessaire].
Elvis Presley paye 250 000 $ pour l'avion et dépense plus de 500 000 $ pour le faire personnaliser. On y ajoute un salon avec fauteuils en cuir, une grande table ovale avec six sièges en cuir, une chambre à coucher pour Elvis Presley avec un lit king size, deux cabinets de toilettes dont un avec douche, une salle de bains entièrement équipée avec des robinets en or massif 24 carats, quatre télévisions, des systèmes vidéo et stéréo, des téléphones et même des boucles de ceintures de sécurité en plaqué or. Elvis le baptise Lisa Marie en l'honneur de sa fille et lui donne comme surnom le Hound Dog I[réf. nécessaire].
Le Lisa Marie et l'un de ses autres avions, Hound Dog II, sont exposés à Graceland. En janvier 2015, il a été signalé que les deux avions étaient à vendre. Ils ne sont plus en état de navigabilité, mais leur propriétaire espérait les vendre pour 10 millions de dollars au total. L'acheteur aurait l'option d'acheter des terrains adjacents à Graceland pour les exposer indépendamment de Graceland. En fin de compte, EPE (Elvis Presley Enterprise) les a rachetés et ils continuent d’être exposés[réf. nécessaire].

## Œuvres caritatives et fondations
Au fil des ans, Lisa-Marie a participé à de nombreux événements et activités de bienfaisance. Le 26 septembre 2002 devant le Congrès des États-Unis, Lisa-Marie tient une pancarte à la main dénonçant l'utilisation de médicaments proches de la cocaïne pour traiter le TDAH des enfants hyperactifs et militant pour trouver une alternative. Elle ira même à une séance parlementaire pour s'opposer aux produits psychostimulants (Ritaline) prescrits pour les personnes souffrant d'hyperactivité et TDAH. [réf. nécessaire].
Elle est très impliquée dans les œuvres caritatives. Elle est par ailleurs la marraine de l'association « The Dream Factory », association qui a pour but d'égayer la vie en encourageant l'espoir pour les enfants et les jeunes adultes qui ont une espérance de vie diminuée par une maladie grave comme le sida ou le cancer ou qui souffrent d'un handicap grave[réf. nécessaire].
Elle construit, en 2002, onze logements pour des familles à faible ressources avec un enfant gravement malade, financé par la « Elvis Presley Fondation »[réf. nécessaire].
Elle crée sa propre fondation en août 2007, la « Lisa Presley Fondation de bienfaisance » qui est basée à La Nouvelle-Orléans. Elle construit une maison de transition pour les familles sans-abri afin de leur permettre un retour vers une vie sociale équilibrée[réf. nécessaire].
Elle crée en 2008 un organisme à but non lucratif de bienfaisance sur la santé mentale, chargé d'aider à adopter des lois fédérales pour aider et protéger les individus souffrant de handicap mental contre les pratiques abusives ou coercitives, et d'empêcher d'étiqueter les enfants souffrant de troubles mentaux. Le but second de son organisme étant d'empêcher au maximum de les droguer avec des médicaments lourds et hallucinogènes, et qu'ils soient à la place mieux entourés et éduqués par leur famille[réf. nécessaire].

## Publication
- Elvis par les Presley (Elvis by the Presleys) avec Priscilla Presley, en 2005.

## Dans la fiction
Lisa Marie Presley apparait dans plusieurs fictions audiovisuelles [réf. nécessaire]:
- 2004 : Michael Jackson : Du rêve à la réalité, téléfilm américain biographique réalisé par Allan Moyle
- 2016 : Shangri-La Suite, film d'Eddie O'Keefe, interprétée par Alyvia Alyn Lind
- 2022 : Elvis, film de Baz Luhrmann
- 2023 : Priscilla, film de Sofia Coppola

## Sources
- Peter Guralnick (trad. Emmanuel Dazin), Au Royaume de Graceland (1958-1977) (traduction de Elvis Presley - Careless Love), France, Le Castor Astral, 2008, 864 p. (ISBN 978-2-85920-727-4)